# Dipoena gui
Dipoena gui är en spindelart som beskrevs av Zhu 1998. Dipoena gui ingår i släktet Dipoena och familjen klotspindlar. Inga underarter finns listade i Catalogue of Life.